# Cilibia, Buzău
Cilibia este satul de reședință al comunei cu același nume din județul Buzău, Muntenia, România. Se află în estul județului, în Câmpia Bărăganului.

## Etimologie
Termenul cilibiu din limba română are sensul de grațios sau galant, și vine de la termenul turcesc çelebi.